# Fujimi Shobo
Fujimi Shobo (Nhật: 富士見書房 Hepburn: Fujimi Shobō), trước đây là Fujimi Shobo Co., Ltd. (株式会社富士見書房 Kabushiki gaisha Fujimi Shobō), là một nhà xuất bản và tên thương hiệu của Tập đoàn Kadokawa. Công ty chuyên phát hành light novel (chủ yếu dưới ấn hiệu của riêng mình là Fujimi Fantasia Bunko), manga, trò chơi nhập vai và TCG (thẻ bài trò chơi). Công ty thành lập vào năm 1972 như một bộ phận của Kadokawa Shoten, và đến năm 1991 thì tách thành công ty con. Fujimi Shobo chấm dứt loại hình kabushiki gaisha của nó vào ngày 1 tháng 10 năm 2013 sau khi cùng với tám công ty khác sáp nhập thành các thương hiệu trực thuộc Tập đoàn Kadokawa.

## Tạp chí xuất bản
Tạp chí light novel
- Fantasia Battle Royal
- Monthly Dragon Magazine

Tạp chí manga
- Monthly Dragon Age
- Dragon Age Pure

## Nhãn hiệu xuất bản
Đang hoạt động
- Fujimi Dragon Book (trò chơi nhập vai)
- Fujimi Fantasia Bunko (light novel)
- Fujimi Mystery Bunko (light novel huyền bí)

Ngưng hoạt động
- Dan Oniroku Bunko
- Fujimi Bishōjo Bunko
- Fujimi Bunko
- Fujimi Dragon Novels
- Fujimi Jidaishōsetsu Bunko
- Fujimi Roman Bunko

## Trò chơi nhập vai
- Arianrhod RPG
- Demon Parasite
- Double Cross
- GURPS
- Sword World RPG
- Sword World 2.0

## CCG
- Dragon All-Stars
- Monster Collection
- Project Revolution